# Dīmāndūl
Dīmāndūl (persiska: دیماندول) är en ort i Iran.   Den ligger i provinsen Lorestan, i den västra delen av landet, 400 km sydväst om huvudstaden Teheran. Dīmāndūl ligger 1 736 meter över havet och antalet invånare är 405.
Terrängen runt Dīmāndūl är varierad.Runt Dīmāndūl är det ganska tätbefolkat, med 56 invånare per kvadratkilometer. Närmaste större samhälle är Nūrābād, 11,3 km nordost om Dīmāndūl. Trakten runt Dīmāndūl består till största delen av jordbruksmark.